# Криве (зупинний пункт)
Криве́ — пасажирський залізничний зупинний пункт Тернопільської дирекції Львівської залізниці на неелектрифікованій лінії Ходорів — Березовиця-Острів між станціями Потутори (11  км) та Козова (8 км). Розташований в селі однойменному селі Тернопільського району Тернопільської області.

## Пасажирське сполучення
Через зупинний пункт курсують приміські дизель-поїзди сполученням Тернопіль — Ходорів .